# گرین‌اسلیوز ۱۹۶۳۱
سیارک ۱۹۶۳۱ (به انگلیسی: 19631 Greensleeves، نامگذاری:1999RY38) نوزده هزار و ششصد و سی و یکمین سیارک کشف شده‌است که در ۱۳ سپتامبر ۱۹۹۹ کشف شد.
قدر مطلق سیارک برابر ۱۷.۸ است.